# Ua Huka (isla)
Ua Huka (en francés: île Ua Huka;  en marquesano ‘uahuka) es una isla de las Marquesas, en la Polinesia Francesa. Está situada en el grupo norte del archipiélago, a 42 km al este de Nuku Hiva.

## Toponimia
En marquesano, Ua Huka significa "los dos agujeros", en referencia a la leyenda de la construcción de las islas Marquesas, según la cual cada isla del archipiélago es una parte de la casa de los dioses. Se dice que, tras la construcción de la casa, el dios cavó dos agujeros para depositar las hojas y la cáscara de coco sobrantes. Estos dos agujeros ''habrían formado'' Ua Huka.
- Ua Huna en marquesano del sur y en la lengua marquesana de los habitantes de la isla (desaparecida en favor de la palabra Ua Huka, originalmente en la lengua marquesana de Ua Pou y Nuku Hiva exclusivamente)

- La isla de los caballos es el apodo que se le da con frecuencia

- Roahonga en tahitiano

- George Washington en 1791, por Joseph Ingraham, en referencia al primer Presidente de los Estados Unidos.
- Île du Solide en 1791, por Étienne Marchand, por el nombre de su barco.
- La isla de Riou en 1792, por Hergest
- Massachusetts en 1793, por Josuah Roberts
- Hooahooga en 1798, por Edmund Fanning
- Houa-Houna en 1838, por Jules Dumont d'Urville

## Historia
Ua Huka fue colonizada por los polinesios hace unos 1700 años. Los primeros colonos vivían en asentamientos cerca de la playa. En Hane, un equipo arqueológico francés exploró en 1998 restos de asentamientos enterrados por una duna. Es el asentamiento más antiguo de las Marquesas hasta el momento, datado en el año 350 d. C. Los investigadores encontraron diecisiete esqueletos humanos, anzuelos, una punta de arpón, pesos de red y raspadores. De los detritus del asentamiento se desprende que los indígenas se alimentaban principalmente de pescado, aves (se han encontrado esqueletos de una docena de especies de aves extinguidas) y marisco.

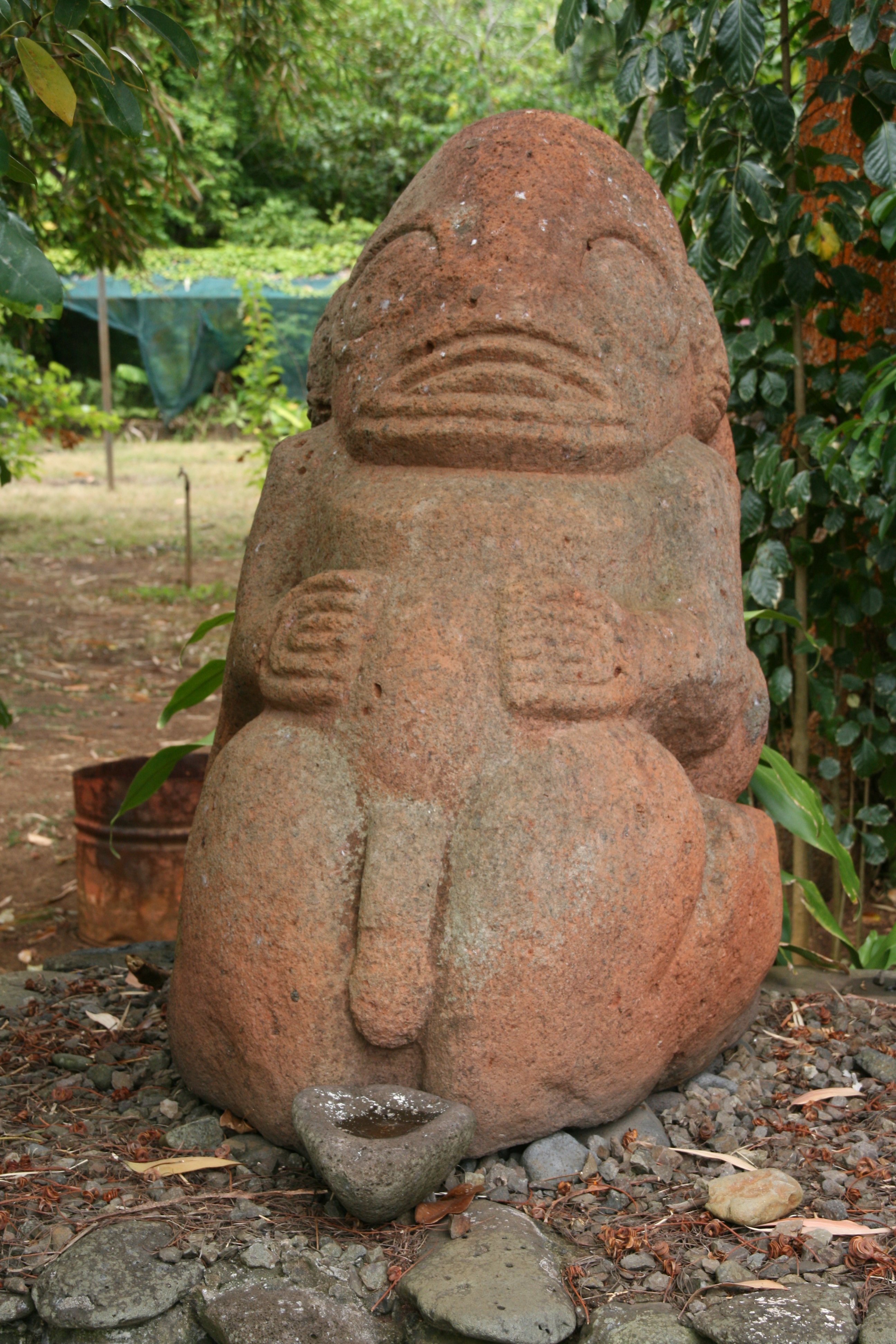
Estatua masculina (Tiki) en el arboretum de Papuakeikaha

Al igual que en otras islas de las Marquesas, a medida que aumentaba la densidad de población, la gente se asentó en las zonas altas de los valles y, favorecida por la ubicación cerrada, se desarrolló una sociedad tribal estrictamente estratificada. A partir de los lugares de culto en los valles, se puede ver que debieron existir al menos cinco tribus independientes, posiblemente más.
En los valles de Vaipaee, Hanei, Hokatu, Hinaehi ♁♁ y Hane se encuentran restos arqueológicos de plataformas de culto y residenciales todavía visibles.
El capitán mercante estadounidense Joseph Ingraham, que navegó en el bergantín Hope desde Boston alrededor del Cabo de Hornos hasta China, descubrió Ua Huka el 19 de abril de 1791 y la bautizó como "Isla de Washington" en honor al presidente estadounidense George Washington.
Otro visitante de principios del siglo XVIII fue el francés Étienne Marchand. Zarpó de Marsella el 14 de diciembre de 1790 en el recién construido buque mercante Solide, dobló el Cabo de Hornos y llegó a las Marquesas en junio de 1791. Llamó a Ua Huka "Île du Solide" en honor a su barco.
El teniente Richard Hergest, comandante del Daedalus, el barco de aprovisionamiento de la expedición de Vancouver, llegó a Ua Huka el 30 de marzo de 1792 y la bautizó como "Isla de Riou".
El 2 de junio de 1842, el contralmirante francés Abel Aubert Dupetit-Thouars tomó posesión del grupo norte de las Marquesas para Francia. Ua Huka se convirtió en una colonia francesa.

## Geografía
Ua Huka es una de las islas menores de las Marquesas y se encuentra a 42 km al este de Nuku Hiva, a 98 km al noroeste de Hiva Oa y a 56 km al noreste de Ua Pou. La isla tiene 14 km de largo y hasta 10 km de ancho y tiene forma de media luna que se abre hacia el sur. Está atravesada de este a oeste por una cadena montañosa que forma una cuenca hidrográfica. Las gargantas más cortas descienden hacia el norte y las más largas, profundamente incisas, hacia el sur. Se han formado pequeñas playas en algunas de las incisiones del valle. Tres grandes y poblados valles se abren en la costa sur, ensanchándose hacia el mar.
En contraste con las exuberantes islas más grandes de las Marquesas, Ua Huka da una impresión más bien árida y prohibida, la vegetación es escasa. Los picos escarpados no son tan altos como los de las otras islas del archipiélago, unos 600 m en el oeste y hasta 800 m en el este. La mayor elevación es el monte Hitikau, con 857 metros. La menor altitud general significa que llueven menos nubes. Ua Huka tiene un clima mucho más seco que las islas vecinas. Una gran parte de la isla está formada por extensas y áridas mesetas y profundos y fértiles valles en los que también se encuentran los asentamientos.
La costa, muy accidentada, no está protegida por un arrecife de coral, por lo que el fuerte oleaje llega directamente a las costas. Hay varios islotes rocosos (motus) frente a la isla principal. Motu Hane ♁♁ es especialmente espectacular. Se trata de un cono de roca de 163 metros de altura con forma de pan de azúcar, frente a la bahía de Hane, en la costa sur. La isla tiene 410 metros de largo en dirección norte-sur y hasta 210 metros de ancho, y se encuentra a 250 metros al sur del cabo de Tekaepa, que separa los valles de Hane y Hokatu.

### Geología
Ua Huka está formado por la mitad norte de dos volcanes entrelazados.

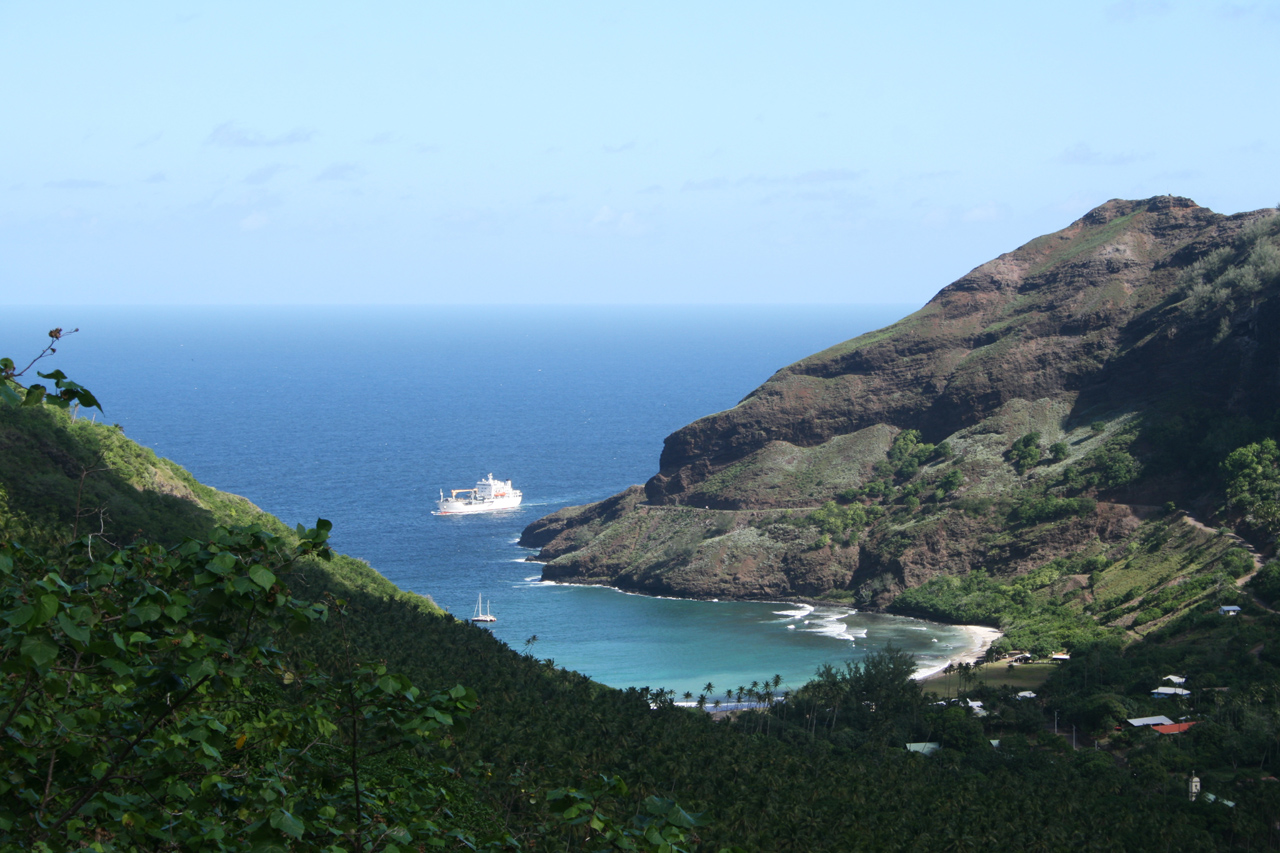
Bahía de Hane

La primera caldera, de unos 10 km de diámetro, contiene el valle de Vaipaee. La segunda caldera, incluida en la mitad oriental de la primera, alcanza los 857 metros en el monte Hitikau, el punto más alto de la isla. Su diámetro es de unos 5 km y su edad se estima entre 2,9 y 2,8 millones de años2. Contiene los valles de Hane y Hokatu.
A continuación, la isla sufrió otro periodo volcánico en el suroeste (volcán escoriáceo Tepeopo y volcán hawaiano Tahoatikihau) fechado en torno a 1,6 - 1,4 Ma. Esto demuestra una larga actividad geológica en comparación con las demás islas, de al menos 1,5 Ma.
El cráter de Tahoatikihau contiene un lago de lava fósil. En el extremo occidental de la isla hay varias cuevas marinas.

### Flora
La vegetación de las mesetas de Ua Huka es más pobre que la de las otras islas marquesanas. Especialmente la parte noroeste de la isla, correspondiente al lado exterior del gran cráter.
A diferencia de las mesetas y colinas, los valles tienen una vegetación mucho más exuberante, similar a la de las demás islas del archipiélago. Esta diversidad se ha visto reforzada por la creación del arboreto Papuakeikaa, cerca de Vaipaee. Este logro único en la Polinesia reúne más de mil especies de árboles de todo el mundo, incluida una de las mayores colecciones de cítricos del mundo (casi trescientas variedades). Se pretende que sirva de reserva para la reforestación de la isla.
El empobrecimiento de la vegetación se debe en gran medida a los animales domésticos introducidos por el hombre, que luego se han reintroducido en la naturaleza. Las cabras, los cerdos y los caballos han destruido en gran medida la vegetación. Ua Huka se autodenomina con orgullo la "Isla de los Caballos", pero se ocultan los graves daños que han causado.
En los valles hay pequeños restos de la selva original, formada por Hibiscus tiliaceus, Piper latifolium y Metrosideros y Weinmannia. En las zonas húmedas y sombrías de los estrechos desfiladeros crecen exuberantes masas de musgo y helechos. En el oeste de la isla, la selva tropical cambia a un bosque más seco, compuesto principalmente por hibiscos, pandanus, guayabas y glochidion. En las zonas bajas de los grandes valles se han plantado cocoteros y árboles del pan. En la zona baja de la bahía de Hane todavía hay un remanente de Pisonia grandis.
Los cortos valles de la costa norte carecen casi de vegetación, y las partes altas de las montañas son incluso áridas y desérticas.

### Fauna

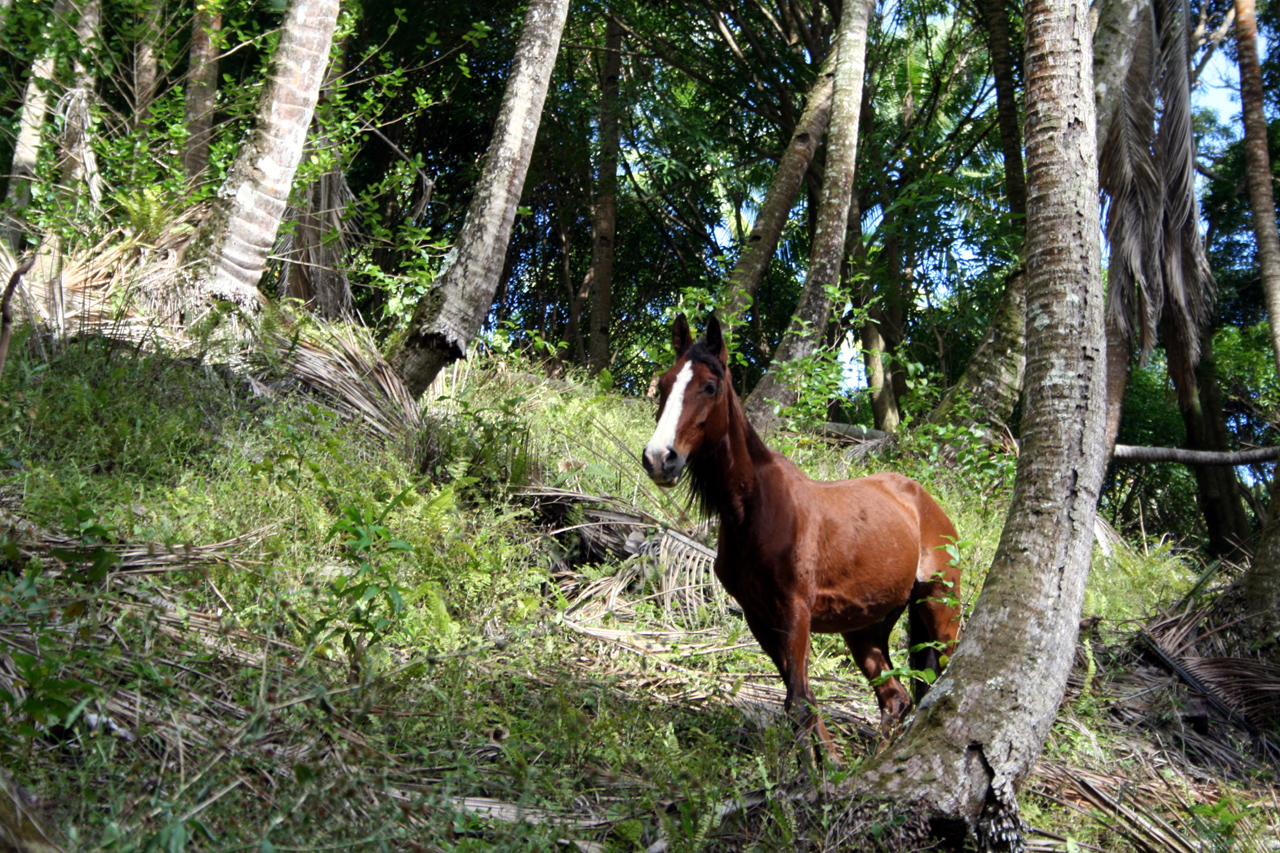
Caballo en Ua Huka

Debido a la escasa vegetación, en Ua Huka sólo hay unas pocas especies de animales terrestres autóctonos, principalmente insectos, lagartos, aves terrestres y arañas. La isla ha dado su nombre a un género de arañas endémico de las Marquesas, que pertenece a la familia de las arañas del dosel (Linyphiidae)
Esto se debe a dos factores principales: el clima más seco y el gran número de cabras y caballos que pastan libremente allí, contribuyendo a la deforestación. Ua Huka también se conoce como la "isla de los caballos" y se dice que hay más caballos que personas en la isla. Se dice que el número de caballos y cabras ronda los 3.000.
La vida es más rica alrededor de la isla: tortugas gigantes en la bahía de Haavei, tiburones, delfines, mantas y miles de aves marinas que viven en los islotes. En particular, Hemeni y Teuaua, también conocidas como las "islas de los pájaros", albergan una gran colonia de charranes. La Sociedad Ornitológica Polinesia "MANU" enumera 35 especies de aves en Ua Huka, 16 marinas y 17 terrestres, 8 de las cuales son endémicas.
Sus bosques también contienen los últimos ejemplares de la mariposa Monarca.
En Ua Huka hay seis especies de aves terrestres endémicas y en peligro crítico de extinción:
- Papamoscas de Iphis (Pomarea iphis)
- Reinita de las Marquesas (Acrocephalus mendanae)
- Salangana de las Marquesas (Callocalia ocista)
- Paloma de las Marquesas (Ducula galeata)
- Marfil ultramarino (Vini ultramarina)
- Paloma de la fruta de cabeza blanca (Ptilinopus dupetithouarsii)

En cuanto a los animales grandes, sólo hay especies introducidas por el hombre: caballos, cabras y cerdos asilvestrados.

## Demografía

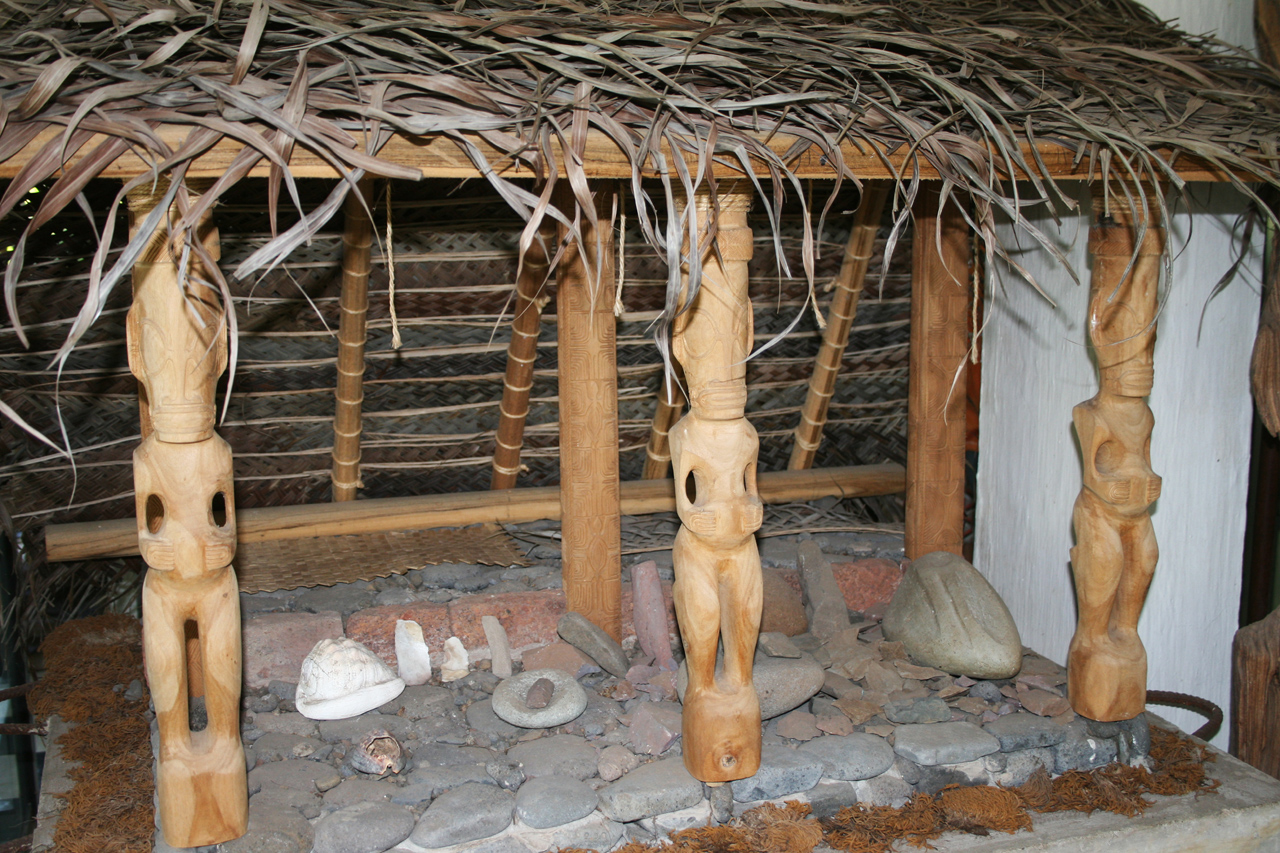
Reconstrucción de una Casa Marquesana en la Isla

La población de Ua Huka vive en la costa sur, en los pueblos de Vaipaee, Hane y Hokatu. Estos tres pueblos forman parte de la comuna de Ua Huka. La isla tenía  584 habitantes en el censo del 2002 número que aumento hasta los 678 habitantes segú8n cifras de 2017, que vivían principalmente en los pueblos de Vaipae y Hane.
El crecimiento de la población es uno de los más bajos de las Marquesas, debido principalmente a la emigración. Como no hay escuela secundaria en la isla, los jóvenes se ven obligados a marcharse a una edad muy temprana, primero a Nuku Hiva y luego a Papeete para cursas estudios de un nivel superior. Muchos no vuelven a Ua Huka después.

### Idiomas
Las lenguas que se hablan en Ua Huka son principalmente el francés (única lengua oficial) y el marquesano, con una particularidad: el dialecto que se habla aquí contiene elementos de la lengua marquesana del norte y del sur (en menor número). Los elementos meridionales son muy próximos a un dialecto hablado por los habitantes de la isla de Tahuata, lo que demuestra que había frecuentes intercambios entre las dos islas antes de la llegada de los occidentales.
Una minoría utiliza el tahitiano.

### Religión
La mayoría de la población al igual que las otras Islas Marquesas profesa el cristianismo, esto como consecuencia de la actividad misionera tanto de Grupos católicos como protestantes. La Iglesia católica controla al menos 3 edificios religiosos en la Isla que están bajo la administración de la diócesis de Taiohae (Dioecesis Taiohaënus seu Humanae Telluris; Diocèse de Taiohae ou Tefenuaenata): La Iglesia de Santa Teresa del Niño Jesus en Hane (Église de Sainte-Thérèse-de-l’Enfant-Jésus), la Iglesia de Cristo Rey en Hotaku (Église du Christ-Roi) y la Iglesia de la Inmaculada Concepción en Vaipaee (Église de l’Immaculée Conception)

## Economía
La economía de Ua Huka gira en torno a tres áreas principales: agricultura, artesanía y turismo.  La moneda es (todavía) el franco CFP, que está vinculado al euro.

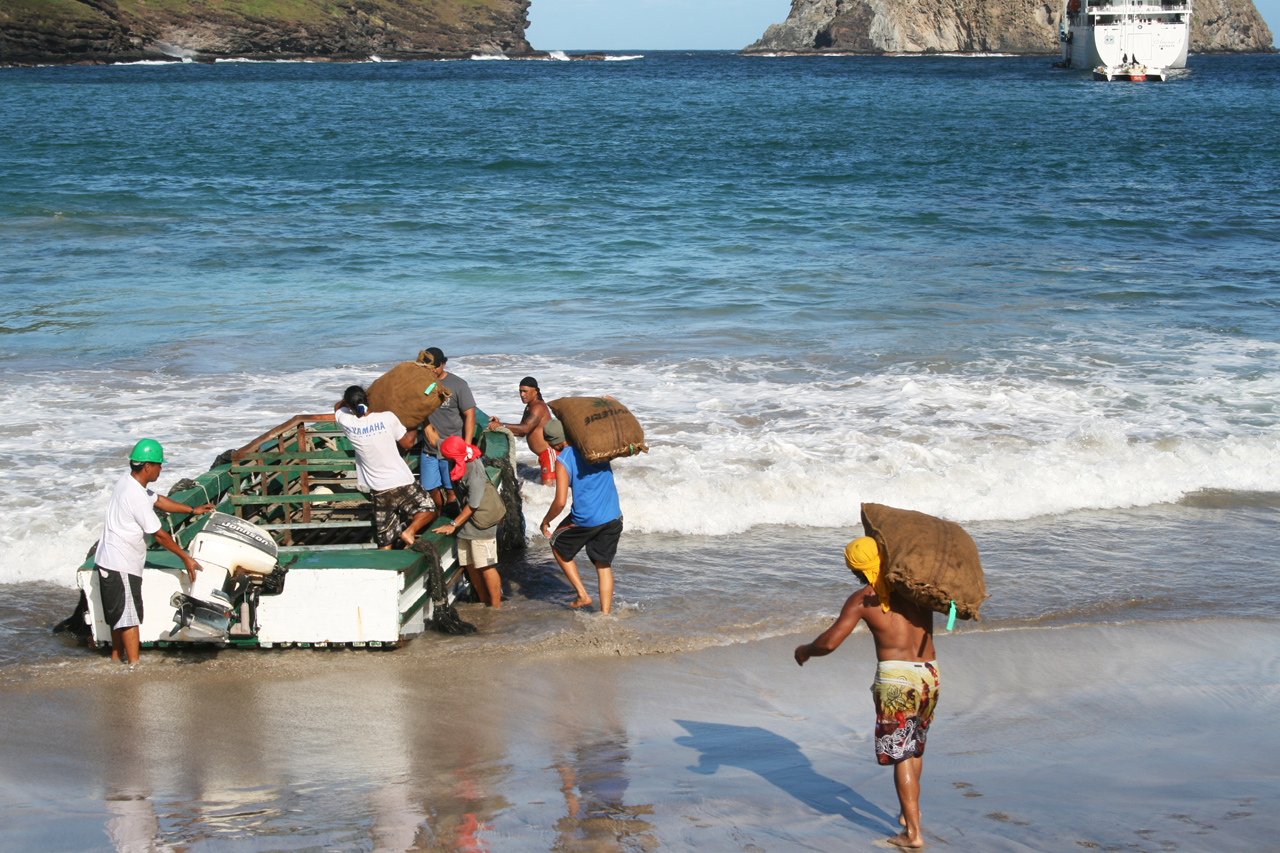
Carga de Copra en una de las playas de Ua Huka

La agricultura se basa en la cría de caballos y cabras en libertad, pero también en la pesca, la copra y, más recientemente, los cítricos. La caza de cabras salvajes, la recogida de conchas, los huevos de aves y la fruta completan la dieta.
La artesanía consiste principalmente en la talla de madera, por la que los habitantes de Ua Huka son reconocidos, lo que resulta bastante paradójico dada la escasa superficie ocupada por los árboles. Algunos artesanos optan por marcharse a otras islas para practicar su oficio más fácilmente. Los objetos más tallados son rompecabezas, lanzas, platos y brazaletes. Las especies más utilizadas son el miro (palo de rosa), el tou (Cordia subcordata), el toa (palo de hierro, para rompecabezas) y el sándalo. Otras artesanías incluyen la talla en piedra (tikis, morteros), la talla en hueso (horquillas, anzuelos), la elaboración de tapas y la producción de aceite de monoi, mermeladas y otros productos frutales. También en esta tierra de caballos, los artesanos trabajan el cuero, incluidas las sillas de montar que han sustituido a las antiguas de madera.

### Turismo
El turismo permite a los lugareños vender su artesanía, especialmente cuando el Aranui pasa regularmente por allí. Por supuesto, los visitantes pueden montar a caballo; también es posible recorrer la isla en barco. Los turistas también pueden visitar el arboreto y los seis museos de la isla. Algunos albergues ofrecen alojamiento en régimen de internado.
La riqueza turística se basa en la restauración de los numerosos yacimientos arqueológicos, en la exposición de los vestigios en dos museos, y en la conservación de la flora en el único jardín botánico polinesio. Entre los vestigios arqueológicos destacan unos antiguos petroglifos. Al oeste se encuentra la misteriosa «gruta de los pasos». Se trata de una gruta accesible solo por mar donde hay unas pisadas.

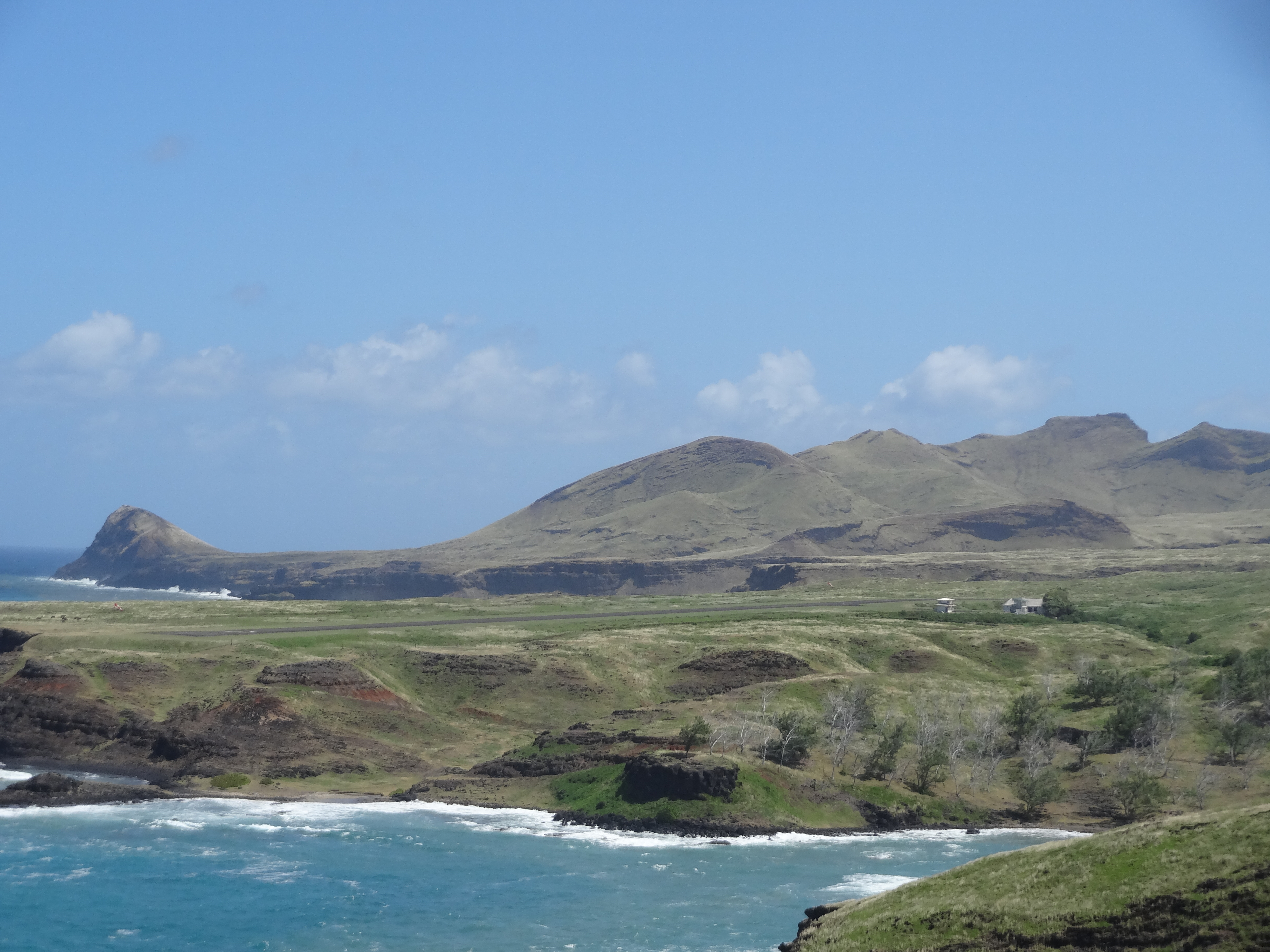
Vista de la Costa de la Isla y su Aeródromo

El yacimiento arqueológico más importante de la isla es el de Meiaute, al pie del monte Hitikau, en la costa sur. Se trata de un extenso complejo de plataformas de piedra, sólo parcialmente expuestas, con paepae (plataformas vivientes) y mea'e (plataformas ceremoniales), así como tres tiki de toba roja de hasta un metro de altura.
En Vaikivi, en el valle de Vaipaee y sólo accesible a pie, hay una cincuentena de petroglifos tallados, entre los que se encuentran rostros (¿máscaras?), figuras geométricas y, algo único en las Marquesas, una canoa a vela. Se pueden encontrar más petroglifos en la zona superior, ahora deshabitada, del valle de Hane, así como numerosos restos de plataformas residenciales y ceremoniales.
El pueblo de Hokatu, el más pequeño de los tres pueblos de la isla, es conocido por sus excelentes talladores de madera. También hay un pequeño museo comunitario con una interesante colección de conchas y caracoles de mar, así como artefactos históricos pertenecientes a las familias del pueblo.
En Manihina, a dos kilómetros al este del pueblo de Vaipaee, el entonces alcalde Leon Litchlé fundó en 1974 un jardín botánico,  el Arboretum de Pupuakeiha consta de 17 hectáreas donde se han plantado más de trescientas especies de árboles. Permite constatar la adaptación al suelo marquesano y seleccionar les variedades para reforestar la isla, conserva muchas de las especies originarias de la región. De especial interés para los visitantes son las singulares palmeras de las Marquesas de hojas grandes (Pelagodoxa henryana) y la colección de más de cien especies de cítricos.
La playa blanca más bonita de la isla está en Manihina, también un buen lugar para practicar el buceo. Hay otras pequeñas playas de arena negra y gris en las bahías de Haavai y Hane.

## Cultura
La isla posee diversos sitios arqueológicos  así como sitios naturales interesantes (la "Bahía Invisible" de Vaipaee, las bahías de Haavei y Hatuana, la "Cueva de las Huellas" que contiene una playa donde las huellas reaparecen después de cada marea, etc.).

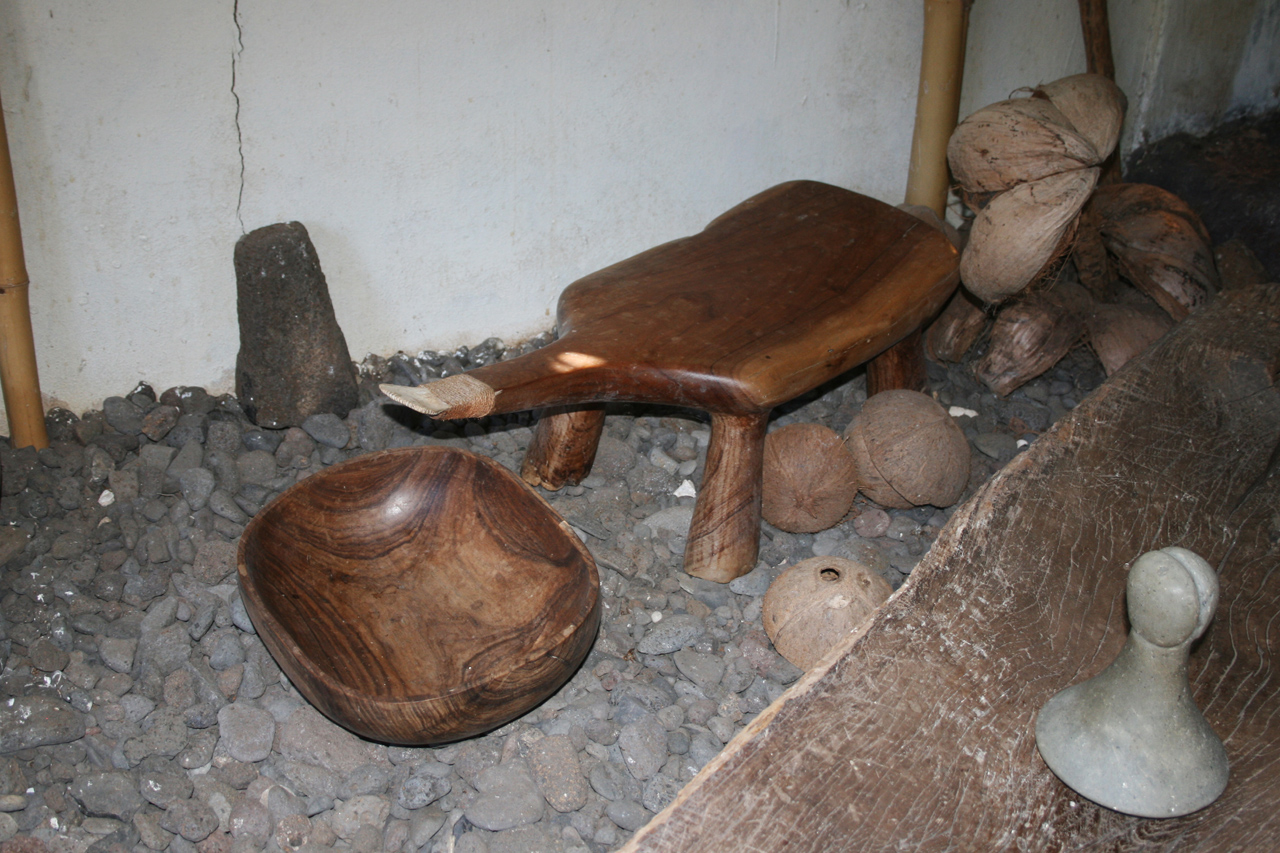
Uno de los museos locales

A pesar de su escasa población, Ua Huka cuenta con nada menos que seis museos, entre ellos:
- el Museo Arqueológico Vaipaee: inaugurado en 1989, contiene numerosos objetos tradicionales y artesanales, muchos de ellos donados por la propia población (tikis, tallas de madera, rafia de corteza de tapa, cuencos popoi decorados, pulseras, pendientes, palas, palos U'u y herramientas de piedra de los nativos). También cuenta con documentos etnográficos, preciosos testimonios de la cultura marquesana.

- Museo del Mar de Hane: cuenta con una exposición de técnicas de pesca tradicionales y una colección de piraguas de todas las épocas, realizada por Joseph Vaatete, conservador del museo.

- Museo Geológico, en Hakatu
- Museo de Petroglifos, en Hakatu
- Museo de la Piedra, en Hakatu

- Museo del Bosque del Jardín: situado en el arboreto

En cada pueblo hay también un centro de exposición de artesanía. Cada año, en junio, se celebra un concurso entre los artesanos de Ua Huka para copiar objetos antiguos. Así se garantiza que no se pierdan las antiguas técnicas de talla y grabado.

## Política y Gobierno
En la actualidad, la isla forma parte políticamente del País de Ultramar (Pays d'outre-mer - POM) de la Polinesia Francesa y, por tanto, está afiliada a la Unión Europea. Está administrada por una subdivisión (Subdivision administrative des Îles Marquises) del Alto Comisariado de la República en Polinesia Francesa (Haut-commissariat de la République en Polynésie française) con sede en Papeete. Ua Huka forma un municipio independiente (Commune de Ua Huka) con 633 habitantes (2012). La densidad de población es de unos 7 hab./km².
El idioma oficial es el francés. Hay tres pueblos en Ua Huka, todos en la costa sur: Vaipaee, Hane y Hokatu. El pueblo principal y sede del gobierno local es el pueblo de Vaipaee. Vaipaee es el más grande y Hokatu el más pequeño de los tres asentamientos. Toda la parte norte de la isla está deshabitada.

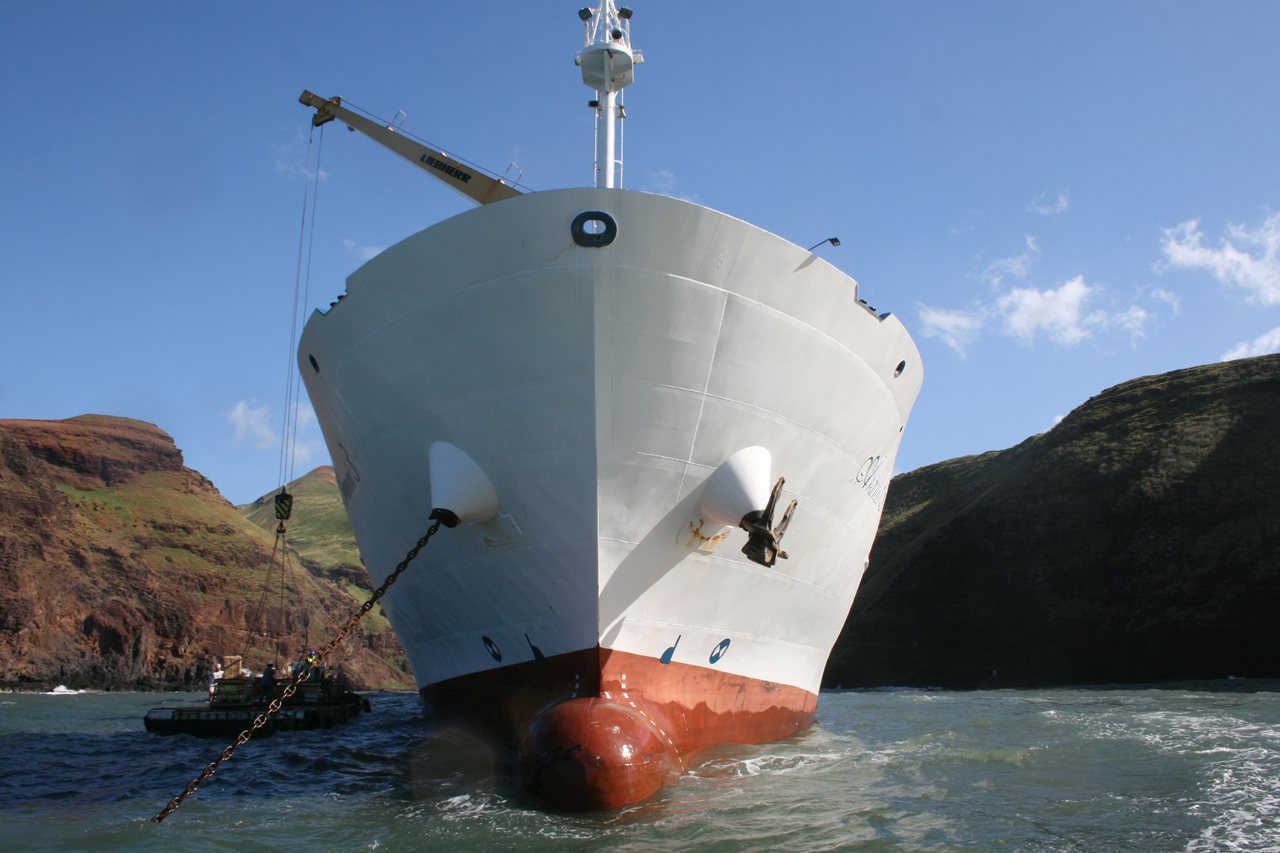
El buque Aranui 3 en la Isla

## Infraestructura
Ua Huka se abastece de productos que no se producen en la isla gracias a un barco de carga y pasajeros que llega regularmente desde Tahití. El Aranui 5 hace escala en Ua Huka una vez al mes. Esta es también la mejor manera de que los turistas lleguen a la isla. El barco no puede atracar en el pequeño muelle de Vaipaee, por lo que tiene que ser cargado y descargado por barcos.
Inaugurado en 1972, el aeropuerto de Ua Huka (IATA: UAH, OACI: NTMU) consta de una sola pista de asfalto de 755 m y está situado entre los pueblos de Vaipaee y Hane. Está servido exclusivamente por Air Tahiti con aviones pequeños vía Nuku Hiva (tiempo de vuelo aproximado de 30 minutos).
Los tres pueblos y el aeródromo están conectados por una carretera asfaltada, el resto de la isla está sin urbanizar o sólo es accesible por caminos y senderos.
La infraestructura turística es modesta. No hay ningún hotel, pero hay algunas pensiones y restaurantes de gestión privada y pequeñas tiendas con una gama limitada de productos, abiertas a discreción de los propietarios. No hay banco en la isla y no se aceptan tarjetas de crédito (desde el año 2000).
En Vaipaee, la localidad con más habitantes, se encuentra el ayuntamiento con la administración local, una oficina de correos (con teléfono por satélite), un puesto de primeros auxilios y una guardería con escuela infantil y primaria (école maternelle et primaire). Las escuelas secundarias y la atención médica cualificada sólo están disponibles en Nuku Hiva y en Papeete.